# Loretta Jones
Loretta Jones (* 17. Juli 1975 in Brisbane als Loretta Harrop) ist eine ehemalige australische Triathletin. Sie ist Triathlon-Weltmeisterin (1999) und zweifache Olympiateilnehmerin (2000, 2004).

## Werdegang
Loretta Harrop war in ihrer Jugend als Schwimmerin aktiv und begann im Alter von 21 Jahren mit Triathlon. 1997 startete sie erstmals bei der Weltmeisterschaft auf der olympischen Distanz (1,5 km Schwimmen, 40 km Radfahren und 10 km Laufen) und sie belegte in Perth den zwölften Rang. Sie wurde trainiert von Brett Sutton.

### Triathlon-Weltmeisterin 1999
Im September 1999 wurde sie in Montreal ITU-Triathlon-Weltmeisterin. Ein Jahr später startete sie für Australien bei den Olympischen Spielen und belegte im September 2000 in Sydney den fünften Rang.
2002 starb bei einem Verkehrsunfall beim Radtraining ihr Zwillingsbruder Luke Harrop – er war ebenso Triathlet und der damalige Freund von Emma Snowsill.
2004 wurde sie in Portugal Vize-Weltmeisterin auf der Triathlon-Kurzdistanz und sie konnte die dritte Auflage des mit 500.000 US-Dollar dotierten Life Time Fitness Triathlon in Minneapolis gewinnen.

### Zweite Olympische Sommerspiele 2004
Harrop belegte im August bei ihrem zweiten Start bei den Olympischen Sommerspielen in Athen den zweiten Rang. 2007 erklärte Loretta Harrop das Ende ihrer aktiven Karriere. Sie konnte in ihrer aktiven Zeit zwölf Weltcup-Rennen gewinnen.
Loretta Jones ist verheiratet  und lebt heute mit ihrem Mann und den beiden Kindern in Seven Hills (Queensland). Die Kinder Emerson und Hayden spielen beide professionell Tennis.

## Auszeichnungen
- Sie wurde im April 2012 zusammen mit Emma Carney und Jackie Gallagher in die „Australian Triathlon Hall of Fame“ aufgenommen[9]
- Loretta Harrop wurde im Jahr 2014 von der International Triathlon Union (ITU) für die Aufnahme in die „Hall of Fame“ nominiert[10] und im Jahr 2016 als Anerkennung für seine sportlichen Leistungen in die Hall of Fame aufgenommen (zusammen mit Brad Beven).[11]

## Sportliche Erfolge
| Datum/Jahr    | Rang | Wettbewerb                        | Austragungsort     | Zeit        | Bemerkung |
| ------------- | ---- | --------------------------------- | ------------------ | ----------- | --- |
| 1. Mai 2005   | 1    | ITU Triathlon World Cup           | Mooloolaba         | 02:08:26    | |
| 25. Aug. 2004 | 2    | Olympische Sommerspiele 2004      | Athen              | 02:04:50.17 | Loretta Harrop war lange Zeit beim Triathlon in Führung, bis sie auf der Laufstrecke nur etwa 300 Meter vor dem Ziel dann aber noch von der für Österreich startenden späteren Siegerin Kate Allen überholt wurde. |
| 18. Juli 2004 | 1    | Life Time Fitness Triathlon       | Minneapolis        |             | 50.000 US$ Preisgeld als schnellste Frau sowie weitere 200.000 US$ Preisgeld für den Zieleinlauf vor dem schnellsten Mann                                                                                          |
| 11. Juli 2004 | 1    | ITU Triathlon World Cup           | Edmonton           | 01:58:11    | |
| 9. Mai 2004   | 2    | ITU Triathlon World Championships | Madeira            | 01:52:28    | Vize-Weltmeisterin hinter der US-Amerikanerin Sheila Taormina |
| 9. Juni 2002  | 1    | ITU Triathlon World Cup           | Gamagori           | 01:57:55    | |
| 4. Nov. 2001  | 1    | Noosa Triathlon                   | Noosa (Queensland) | 01:59:47    | Sieg mit einem Vorsprung von fast fünf Minuten auf ihre Landsfrau Pip Taylor |
| 2. Sep. 2001  | 1    | Goodwill Games                    | Brisbane           | 01:59:44    | [ 13 ] |
| 16. Sep. 2000 | 5    | Olympische Sommerspiele 2000      | Sydney             | 02:01:42.82 | als zweitbeste Australierin hinter der Zweitplatzierten Michellie Jones |
| 11. Sep. 1999 | 1    | ITU Triathlon World Championships | Montreal           | 01:55:28    | Weltmeisterin auf der olympischen Distanz |
| 29. Aug. 1999 | 1    | ITU Triathlon World Cup           | Lausanne           | 02:10:19    | |
| 16. Nov. 1997 | 12   | ITU Triathlon World Championships | Perth              | 02:02:48    | Weltmeisterschaft auf der olympischen Distanz (1,5 km Schwimmen, 40 km Radfahren und 10 km Laufen) |

(DNF – Did Not Finish)